# Boris Živković
Boris Živković (Živinice, 15. studenog 1975.) bivši je hrvatski nogometni reprezentativac. Otac je Morena Živkovića.

## Životopis

### Profesionalna karijera
Karijeru je Živković započeo u BiH igrajući za juniore Sarajeva. Slijedio je transfer u Marsoniju iz Slavonskog Broda. Tamo je bio standardan, te time zaradio transfer u Hrvatski dragovoljac odakle nakon samo jedne standardne sezone odlazi u njemačku Bundesligu. Novo je odredište bio Bayer Leverkusen, gdje ostavlja snažan utisak igrajući čak 6 sezona, i blizu 150 utakmica, među kojima i finale Lige prvaka s madridskim Realom. 
No, po završetku ugovora uslijedio je odlazak iz kluba. Izrazivši želju za igranjem u engleskom Premiershipu ponudu mu je poslao Portsmouth pod vodstvom Harryja Redknappa. Tamo se uopće nije snašao, te odlaskom trenera Redknappa, odlazi i Živković. Vratio se opet u Bundesligu, ovaj put u Stuttgart, odakle je brzo poslan na posudbu u Köln. Dana 30. kolovoza 2006. vraća se u Hrvatsku, potpisavši trogodišnji ugovor sa splitskim Hajdukom. Po dolasku u 1. HNL pokazao se kao pojačanje, ali je podosta problema imao sa sucima, te je već nakon 4 utakmice zaradio 3 žuta kartona zbog upornih svađa sa sudcima, pogotovo s Draženom Kovačićem za vrijeme derbija na Poljudu. Kasnije se smirio, više se ističući stoperskim umijećem. S vremenom mu forma postupno pada, vjerojatno kao posljedica nerijetkih ozljeda, ali i dalje je držao svoje mjesto među glavnim igračima kluba. Po isteku ugovora odlučio se odlazak iz kluba i od tada je slobodan igrač.
Za hrvatsku je reprezentaciju počeo igrati nakon odlaska Ćire Blaževića. Izborio je Svjetsko prvenstvo 2002. gdje je odigrao tek sat vremena dok nije u prvoj utakmici srušio meksičkog napadača Blanca, te zaradio prvi crveni karton prvenstva. Iz kasnijeg jedanaesterca Meksiko je pobijedio 1:0, a Živković nije igrao ni protiv Ekvadora treću utakmicu. Kasnije opet nastupa na EURU 2004. u Portugalu, nakon čega slijedi nepozivanje u reprezentaciju od strane Zlatka Kranjčara, da bi se u reprezentaciju vratio pod vodstvom Slavena Bilića za prijateljsku utakmicu s Norveškom u veljači 2007. No, samo nakratko, dok se nije ozlijedio i izgubio iz reprezentativnog okruženja.
Statistika u Hajduku
| Natjecanje        | Nastupi | Zgoditci |
| ----------------- | ------- | -------- |
| Prvenstvo         | 51      | 2        |
| Kup               | 7       | 1        |
| Superkup          | 0       | 0        |
| Međunarodne       | 8       | 0        |
| Splitski podsavez | 0       | 0        |
| Ukupno            | 66      | 3        |
| Prijateljske      | 27      | 0        |
| Sveukupno         | 93      | 3        |

## Vanjske poveznice
- Profil, Hrvatski nogometni savez
- Profil, Weltfussball.de